# Peleteria lalandii
Peleteria lalandii är en tvåvingeart som beskrevs av Robineau-desvoidy 1830. Peleteria lalandii ingår i släktet Peleteria och familjen parasitflugor. Inga underarter finns listade i Catalogue of Life.